# USS Lexington (CV-2)
Za druge ladje z istim imenom, glej USS Lexington.
USS Lexington (CV-2) (z vzdevkom »Gray Lady« (siva gospa) ali »Lady Lex« (gospa Lex)) je bila četrta ladja s tem imenom in druga letalonosilka vojne mornarice ZDA. Po njej se imenuje celoten razred lexington.

## Zgodovina
Sprva je bila imenovana USS Lexington (CC-1) in graditi so jo zečeli kot bojno križarko 8. januarja 1921 v ladjedelnici Fore River Shipbuilding Company (Quincy, Massachusetts). 1. julija 1922 so odobrili, da se jo dogradi v letalonosilko. 3. oktobra 1925 so jo splovili in 14. decembra 1927 sprejeli v uporabo. Uradno naj bi imel razred lexington le 33.000 ton (zaradi določil sporazuma), toda obe ladji sta imeli čez 40.000 ton ob koncu gradnje. To je omogočilo gradnjo četrte letalonosilke  USS Ranger (CV-4) leta 1933/1934.
Po končanem opremljanju in usposabljanju se je 7. aprila 1928 Lexington pridružila floti pri San Pedru. Do jeseni 1941 je bila tako na zahodni obali ZDA, kjer je vsako leto izvajala manevre z namenom usposabljanja posadke na vojne razmere. Jeseni 1941 je zaplula proti Havajem na taktične vaje.
7. decembra 1941 je bila Lexington na morju s Task Force 12; prenašala je marinska letala iz Pearl Harborja, ki bi okrepila posadko na Midwayu. Ko so izvedeli za napad na Pearl Harbor, je nemudoma odposlala izvidniška letala, ki naj bi poiskali lokacijo japonske flote. Kmalu sta si ji pridružili še Task Force z Indianapolis in Enterprise in začeli so izvajati iskanju jugovzhodno od Oahu, nakar so se 13. decembra vrnili v Pearl Harbor.
Naslednjega dne je Lexington odplula proti Jaluitu, da bi razbremenila posadko na Wakeu, toda 20. decembra so ukaz preklicali in jo napotili, da se pridruži Saratogi (CV-3) in njeni bojni skupini na poti proti otoku Wake. Wake je padel 23. decembra, tako da sta se obe bojni skupini vrnili v Pearl Harbor, kamor sta prispeli 27. decembra.
Lexington je patruljirala in odvračala Japonce v trikotniku Oahu-Johnston-Palmira do 11. januarja 1942, ko je odplula proti Pearl Harborju kot admiralska ladja za viceadmirala Wilsona Browna, ki je poveljaval Task Force 11. 16. februarja je skupina odplula proti Rabaulu, ki naj bi ga napadla 21. februarja; dan prej je Lexington napadlo 18 japonskih letal, ki pa niso prizadeli same ladje zaradi bojne zračne patrulje in protiletalske obrambe. V tem napadu si je poročnik Edward "Butch" O'Hare prislužil kongresno medaljo časti (MOH), saj je v enem samem poletu sestrelil 5 napadalcev. Po njem se zdaj imenuje tudi mednarodno letališče v Chicagu.
Lexington je patruljirala po Koralnem morju do 6. marca, nakar se je srečala z Yorktownovo Task Force 17, da bi skupaj izvedli 10. marca nenaden letalski napad preko gorovja Owena Stanleya (Nova Gvineja), da bi tako prizadeli japonske sile na Salamaui in Laeju. Po tem se je vrnila v Pearl Harbor, kamor je prispela 26. marca.
Lexingtonova Task Force se je odpravila iz Pearl Harborja 15. aprila in se 1. maja pridružila Task Force 17. Skupaj sta se odpravila v Koralno morje, kjer so Japonci začeli kopičiti svoje oborožene sile v načrtovanem prodoru proti Avstraliji in Novi Zelandiji. Posledica je bila bitka v Koralnem morju. 
7. maja so izvidniška letala odkrila sovražnikovo letalonosilko, nakar je Lexington sprožila uspešen letalski napad, med katerim so potopili lahko letalonosilko Shoho. Naslednjega dne so lovci iz Lexingtona in Yorktowna sestrelili 9 sovražnikovih letal, ki so vzletala iz letalonosilk Shokaku in Zuikaku.
Zjutraj 8. je letalo iz Lexingtona opazilo skupino Shokaku; napad je bil takoj organiziran in japonski rušilec je bil težko poškodovan.
Ob 11.00 so Japonci napadli ameriške ladje in 20 minut pozneje sta Lexington zadela dva torpeda in tri bombe. Letalonosilko so zajeli plameni in nagnila se je za 7º. Ob 13.00 je izurjena posadka zajezila požare, ponovno usposobila motorje in celo dosegla hitrost 25 vozlov, kljub številnim poškodbam. Nenadoma je ladjo pretresla močna eksplozija, ki jo je sprožil vžig bencinskih hlapov v podkrovju; ladjo so spet zajeli močni požari. Ob 15.58 je kapitan izdal ukaz, da se celotna posadka zbere na krovu; ob 17.01 je ukazal zapustiti ladjo. Posadko so rešile bližnje ladje; medtem ko se je admiral Aubrey Wray Fitch in njegov štab preselil na novo admiralsko ladjo križarko Minneapolis. Zadnja mornarja, ki sta zapustila Lexington, sta bil kapitan in izvršilni častnik.
Lexington je gorela, dokler se ji ni prebližal rušilec Phelps in izstrelil dva milostna torpeda vanjo; potopila se je ob 19.56 na 15° 20′ J, 155° 30′ V.
Lexington je prejela dve bojni zvezdi za njene zasluge med drugo svetovno vojno.
Lexington in sestrska ladja Saratoga sta bila opremljeni s turboelektričnim pogonom s plinskimi turbinami, ki so proizvajale elektriko za pogon glavnim motorjem. Lexingtonovi motorji so priskrbeli elektriko celotnemu mestu Tacoma, Washington za 13 dni med izpadom električne energije pozimi 1929/1930.